# Brome (municipalité de village)
Pour les articles homonymes, voir Brome (homonymie).
Brome est une municipalité de village canadienne du Québec, située dans la municipalité régionale de comté de Brome-Missisquoi et dans la région administrative de l'Estrie.

## Géographie
Le village de Brome est situé au cœur de la vallée de Brome, une région reconnue pour ses paysages pittoresques et ses activités de plein air. La municipalité est bordée par des collines verdoyantes et des terres agricoles, offrant un cadre idyllique pour les résidants et les visiteurs. Le lac Brome, situé à proximité, est un attrait majeur de la région.

## Histoire
Fondé au XIXe siècle, le village de Brome tire son nom de la région qui l'entoure. Il a joué un rôle important dans le développement agricole et commercial de la région. Aujourd'hui, Brome conserve plusieurs édifices historiques qui témoignent de son riche patrimoine.

## Démographie
| 1991 | 1996 | 2001 | 2006 | 2011 | 2016 | 2021 |
| ---- | ---- | ---- | ---- | ---- | ---- | ---- |
| 290  | 287  | 286  | 278  | 271  | 296  | 341  |

## Administration
Les élections municipales se font en bloc pour le maire et les six conseillers.
| Brome Maires depuis 2001                                                                                             |                   |                                                   |          |
| Élection | Maire             | Qualité                                           | Résultat |
| 2001 | Leon Thomas Selby | Conseiller (1989-2001) Décédé en fonction         | Voir     |
| 2005 | Leon Thomas Selby | Conseiller (1989-2001) Décédé en fonction         | Voir     |
| 2009 | Leon Thomas Selby | Conseiller (1989-2001) Décédé en fonction         | Voir     |
| 2013 | Leon Thomas Selby | Conseiller (1989-2001) Décédé en fonction         | Voir     |
| 2017 | Leon Thomas Selby | Conseiller (1989-2001) Décédé en fonction         | Voir     |
| nov. 2020 | William Miller    | Maire-suppléant (2019-2020) Conseiller (...-2020) | Voir     |
| 2021 | William Miller    | Maire-suppléant (2019-2020) Conseiller (...-2020) | Voir     |
| Élection partielle en italique Depuis 2005, les élections sont simultanées dans toutes les municipalités québécoises |                   |                                                   |          |

## Attraits
Cette municipalité a un riche passé agricole puisqu’on y tient une des plus importantes expositions agricoles du Québec, la fin de semaine de la Fête du travail.